# Achille Manara
Pour les articles homonymes, voir Manara.
Achille Manara (né le 20 novembre 1827 à Bologne et mort le 15 février 1906 à Ancône) est un cardinal italien de la fin du XIXe siècle et début du XXe siècle. 

## Biographie
Manara est élu évêque d'Ancône et Umara en 1879 et est consacré le 22 mai de la même année par Raffaele Monaco La Valletta avec comme co-consécrateurs Giulio Lenti (pt) et Placido Maria Schiaffino. Il est promu archevêque lors de promotion de son diocèse en archidiocèse en 1904.
Le pape Léon XIII le crée cardinal lors du consistoire du 29 novembre 1895. Manara participe au conclave de 1903, lors duquel Pie X est élu pape. 